# Xestoblatta ecuadorana
Xestoblatta ecuadorana är en kackerlacksart som beskrevs av Gurney 1939. Xestoblatta ecuadorana ingår i släktet Xestoblatta och familjen småkackerlackor. Inga underarter finns listade i Catalogue of Life.